# Pandanus fetosus
Pandanus fetosus är en enhjärtbladig växtart som beskrevs av Huynh. Pandanus fetosus ingår i släktet Pandanus och familjen Pandanaceae.
Artens utbredningsområde är Madagaskar. Inga underarter finns listade.